# Gloeosoma levantinum
Gloeosoma levantinum là một loài bọ cánh cứng trong họ Corylophidae. Loài này được Sahlberg miêu tả khoa học đầu tiên năm 1913.